# 교향적 무곡 (라흐마니노프)
《교향적 무곡 작품번호 45》(Symphonic Dances)은 세르게이 라흐마니노프가 1940년에 작곡한 관현악 모음곡이다.

## 개요
이 작품을 지을 당시의 라흐마니노프는 크게 병치레를 치러 뉴욕의 롱 아일랜드에서 요양을 보내고 있었다. 그런데 필라델피아 오케스트라의 상임 지휘자였던 유진 오먼디의 권유로 이 작품을 쓰기 시작했다. 이 작품은 1941년 1월 3일에 초연되었으며, 라흐마니노프는 자신에게 이 작품을 쓰도록 권유한 유진 오먼디에게 이 작품을 헌정했다.

## 악장 구성
총 세 개의 악장으로 이루어져있다.
- 1악장: 논 알레그로(다단조-다장조)
- 2악장: 안단테 콘 모토(사단조)
- 3악장: 렌토 아사이-알레그로 비바체-렌토 아사이(라단조-라장조)

## 악기 편성
- 목관악기: 피콜로, 플루트2, 오보에2, 잉글리시 호른, 클라리넷2, 베이스 클라리넷, 알토 색소폰, 바순2, 콘트라바순
- 금관악기: 호른4, 트럼펫3, 트롬본3, 튜바
- 타악기: 팀파니, 실로폰, 글로켄슈필, 튜블러 벨, 트라이앵글, 탬버린, 작은북, 큰북, 심벌즈, 탐탐
- 건반악기: 피아노
- 현악기: 하프, 현악 5부(제1·2바이올린, 비올라, 첼로, 더블베이스)